# Пелен, Лео
Леопольдус Эдуардус Теодурис «Лео» Пелен (нидерл. Leopoldus Eduardus Theoduris "Leo" Peelen; 16 июля 1968, Арнем — 24 марта 2017, Апелдорн) — голландский трековый велогонщик, специалист по очковым гонками. Выступал в составе национальной сборной Нидерландов в конце 1980-х годов, серебряный призёр летних Олимпийских игр в Сеуле, бронзовый призёр чемпионата мира в Лионе, шестикратный чемпион первенств национального значения.

## Биография
Лео Пелен родился 16 июля 1968 года в городе Арнем провинции Гелдерланд, Нидерланды. Серьёзно заниматься велоспортом начал в возрасте десяти лет, проходил подготовку в местном спортивном клубе Wielervereniging RETO.
Впервые заявил о себе в 1983 году, выиграв трековый чемпионат Нидерландов в гонке по очкам. В ходе дальнейших выступлений в общей сложности ещё пять раз становился чемпионом страны в различных трековых дисциплинах: два раза в гонке очкам (1984, 1985), один раз в индивидуальной гонке преследования (1986) и дважды в мэдисоне (1987, 1988).
Наибольшего успеха в своей спортивной карьере добился в сезоне 1988 года, когда вошёл в основной состав голландской национальной сборной и благодаря череде удачных выступлений удостоился права защищать честь страны на летних Олимпийских играх в Сеуле. В итоге в гонке по очкам занял второе место, уступив только датчанину Дану Фросту, и завоевал тем самым серебряную олимпийскую медаль. Также выступал здесь в командной гонке преследования, но вместе со своими партнёрами занял на предварительном этапе лишь двенадцатое место и не смог квалифицироваться дальше.
Став серебряным олимпийским призёром, Пелен остался в составе главной трековой команды Нидерландов и продолжил принимать участие в крупнейших международных соревнованиях. Так, в 1989 году он побывал на трековом чемпионате мира в Лионе, откуда привёз награду бронзового достоинства, выигранную в гонке по очкам на 50 км среди любителей — в данной дисциплине его обошли только итальянец Фабио Бальдато и советский велогонщик Марат Сатыбалдиев. В 1990 году выиграл шоссейный «Тур Берлина». Впоследствии оставался действующим спортсменом вплоть до 1991 года, хотя в последнее время уже не показывал сколько-нибудь значимых достижений.
После завершения спортивной карьеры не ушёл из велоспорта — работал тренером, являлся чиновником Федерации велоспорта Нидерландов. Выступал в качестве организатора и председателя ежегодного велофестиваля в городе Бек. Принимал участие в благотворительной гонке Alpe d'HuZes, собиравшей средства на борьбу с раком.
24 марта 2017 года его обнаружили мёртвым в одном из помещений крытого велодрома в Апелдорне. Известно, что незадолго до смерти он посещал местный медпункт.